# Paris-Roubaix 1931
Paris-Roubaix din 1931 a fost a 32-a ediție a Paris-Roubaix, o cursă clasică de ciclism de o zi din Franța. Evenimentul a avut loc pe 5 aprilie 1931 și s-a desfășurat pe o distanță de 256 de kilometri de la Paris până la velodromul din Roubaix. Câștigătorul a fost Gaston Rebry din Belgia.

## Rezultate
| Loc | Ciclist                      | Timp       |
| --- | ---------------------------- | ---------- |
| 1   | Gaston Rebry (BEL)           | 7h 01' 00" |
| 2   | Charles Pélissier (FRA)      | +1' 42"    |
| 3   | Emile Decroix (BEL)          | +1' 42"    |
| 4   | Georges Ronsse (BEL)         | +4' 00"    |
| 5   | Emile Joly (BEL)             | +4' 00"    |
| 6   | Jef Demuysere (BEL)          | +7' 00"    |
| 7   | Alfons Schepers (BEL)        | +8' 15"    |
| 8   | Gustaaf Van Slembrouck (BEL) | +8' 15"    |
| 9   | Romain Gijssels (BEL)        | +8' 50"    |
| 10  | Adolf Van Bruane (BEL)       | +9' 10"    |